# René Pontoni
René Pontoni (Santa Fe, 18 de mayo de 1920 - † 14 de mayo de 1983) fue un futbolista y entrenador argentino.
Fue uno de los mejores futbolistas argentinos de los años 40 y uno de los grandes delanteros de la historia del fútbol argentino. Sus actuaciones lo llevaron a ser comparado en su tiempo con Alfredo Di Stéfano. Con la Selección Argentina obtuvo el Campeonato Sudamericano de fútbol de 1945, 1946 y 1947, siendo considerado por entonces como el mejor centrodelantero de América. Ídolo del Club Atlético Newell's Old Boys y Club Atlético San Lorenzo de Almagro.
René Pontoni nació en 1920 en la ciudad de Santa Fe de la provincia homónima. Debutó profesionalmente en la Primera División de Argentina con Newell's. Murió el 14 de mayo de 1983.

## Newell's Old Boys
En el año 1940 su pase fue comprado por Newell's Old Boys, desempeñándose allí por el lapso de 5 años.
En el año 1943 Newell's Old Boys obtiene el torneo denominado Torneo Internacional Nocturno Copa de Oro Rioplatense, siendo Pontoni parte de la alineación titular. El mismo, fue disputado mediante el sistema de “todos contra todos” frente a Nacional y Peñarol de Uruguay, Boca Juniors, San Lorenzo, Racing Club e Independiente.
Es, históricamente, el futbolista de Newell's Old Boys que posee el máximo promedio de gol, totalizando 67 goles en 110 encuentros (0,61 %).
Pontoni permaneció en el club hasta que su pase fue comprado por San Lorenzo de Almagro en 1945.

## San Lorenzo

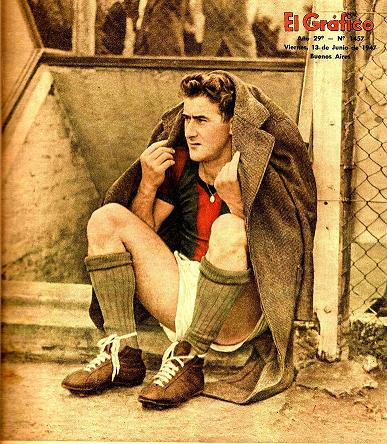
René Pontoni.

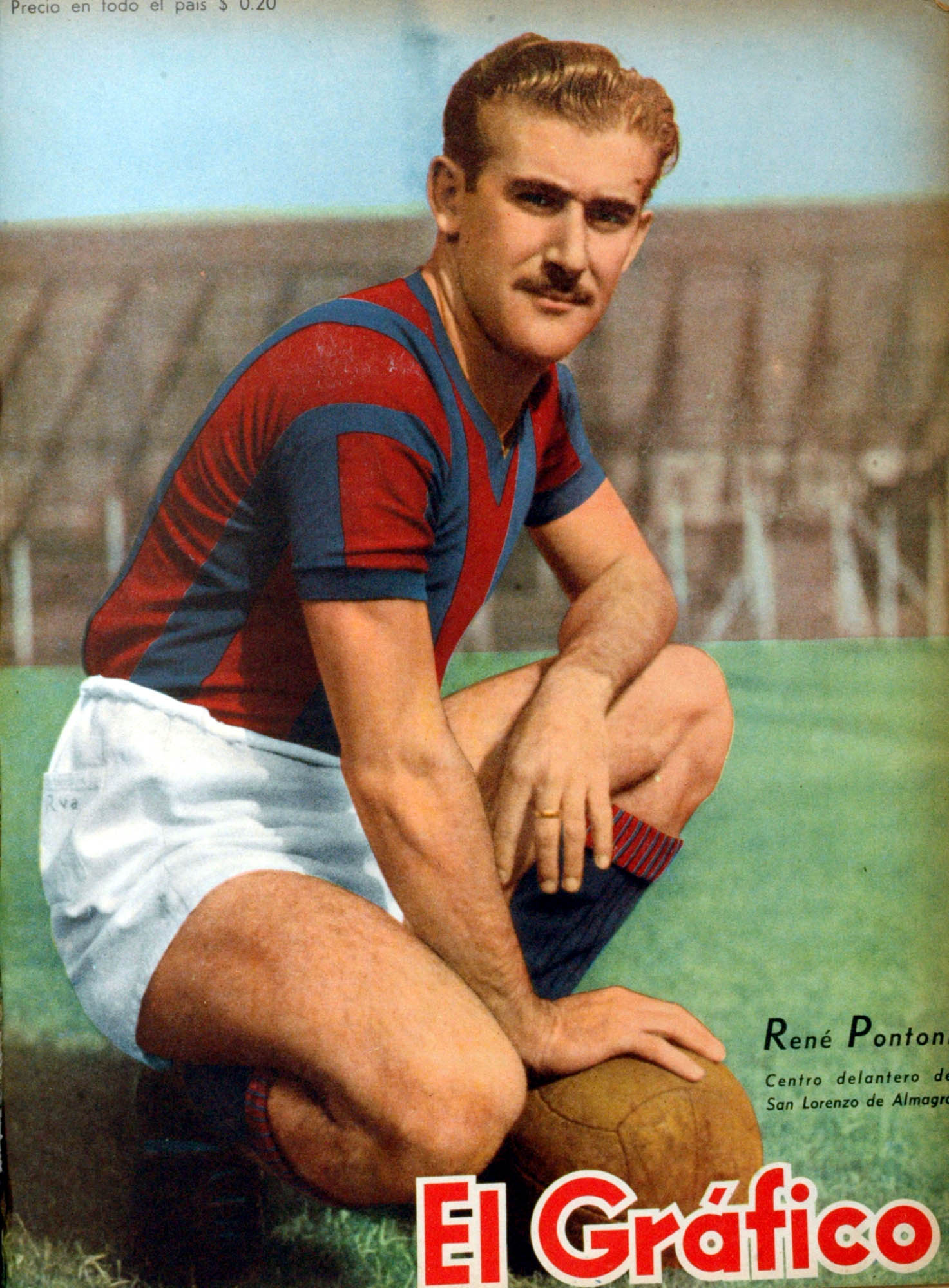
René Pontoni en 1945.

En el año 1945 Pontoni llega a San Lorenzo de Almagro. Debutó con la camiseta azulgrana el 22 de abril de 1945, enfrentando a Gimnasia y Esgrima de La Plata en condición de visitante. El encuentro finalizó con un marcador de 4:2 favorable a San Lorenzo, habiendo marcado Pontoni 3 goles.
En el año 1946 logró obtener el Campeonato de Primera División, formando parte de El Terceto de Oro, un recordado equipo con una sólida defensa y un ataque notable: Imbelloni, Farro, Pontoni, Martino y Silva. Ganaron el torneo marcando 90 goles y en el receso viajaron a Europa para concretar una gira inolvidable por España y Portugal, donde dejaron un recuerdo imborrable por la calidad de su juego.
Continuó su exitoso paso por el club hasta que en el año 1948, Rodolfo De Zorzi le produce la fractura de la rótula, los meniscos y los ligamentos de la pierna derecha. El accidente truncó la carrera brillante de René Pontoni.

## Su paso por el extranjero
Un año después de su lesión, volvió a jugar entre los años 1949 y 1952, para Independiente Santa Fe, de Colombia y  posteriormente, en 1952 y 1953, tendría un breve paso por la Portuguesa de Brasil, pero ya no era el máximo deportista de sus primeros años. Aun así, ha ganado el Torneo Rio-São Paulo de 1952 con el equipo paulista, por la época el campeonato más fuerte de Brasil.

## Retorno a Argentina y retiro
En el año 1954, Pontoni regresa a San Lorenzo de Almagro, para poner fin a su carrera como futbolista.
Tras su retiro se dedicó a trabajar como entrenador en diferentes equipos del fútbol argentino. En el año 1956 llega como entrenador a Newell's Old Boys. El club del Parque se encontraba en una situación comprometida en la tabla de posiciones, y René se hace cargo de la difícil situación. Demás esta decir que logró los resultados positivos que se espera de todo líder positivo. El 26 de agosto de 1956 consigue un gran triunfo frente a Rosario Central por 2 a 0. El sentido de pertenencia en la escuadra leprosa data de años ancestrales. Durante su gestión realzó la figura de los jugadores Jorge Griffa, José Yudica, Roberto Puppo y Luis Manuel Pereyra. Siguió al frente del equipo rosarino hasta entrado el año 1957. Ídolo indiscutido de la hinchada de Newell's Old Boys.

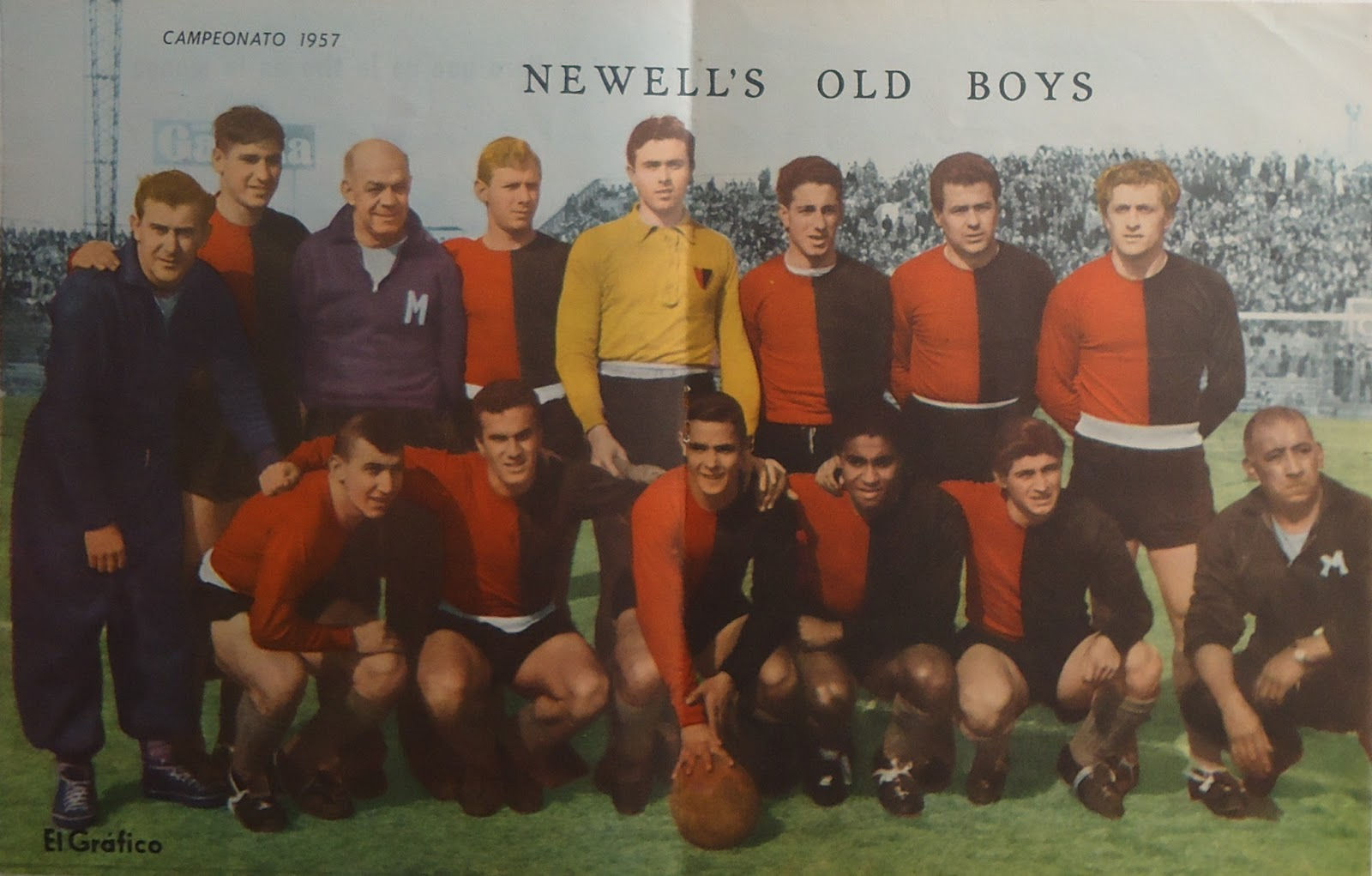
René Pontoni DT de Newell's Old Boys 1957

## Selección Argentina
Pontoni disputó tres campeonatos sudamericanos con la selección de fútbol de Argentina (actual Copa América) en los años 1945, 1946 y 1947. En las tres oportunidades se consagró campeón de los mismos.
Totalizó 19 goles en los 19 encuentros que disputó con la Selección Argentina.

## Clubes
| Equipo                  | Temporadas | Partidos | Goles | Promedio |
| ----------------------- | ---------- | -------- | ----- | -------- |
| Newell's Old Boys       | 1940-1945  | 110      | 67    | 0.61     |
| San Lorenzo de Almagro  | 1945-1948  | 98       | 66    | 0.67     |
| Independiente Santa Fe  | 1949-1952  | 54       | 36    | 0.61     |
| Portuguesa de Desportos | 1952-1953  | 17       | 5     | 0.29     |
| San Lorenzo de Almagro  | 1954       | 4        | 0     | 0.00     |
| Total en su carrera     | 1940-1954  | 273      | 165   | 0.60     |

## Palmarés

### Campeonatos nacionales
| Título               | Club                    | País      | Año  |
| -------------------- | ----------------------- | --------- | ---- |
| Campeonato Nacional  | San Lorenzo de Almagro  | Argentina | 1946 |
| Torneo Rio-São Paulo | Portuguesa de Desportos | Brasil    | 1952 |

### Copas internacionales
| Título                  | Sede      | Equipo              | Año  |
| ----------------------- | --------- | ------------------- | ---- |
| Campeonato Sudamericano | Chile     | Selección Argentina | 1945 |
| Campeonato Sudamericano | Argentina | Selección Argentina | 1946 |
| Campeonato Sudamericano | Ecuador   | Selección Argentina | 1947 |